# テラニシシリアゲアリ
テラニシシリアゲアリ (Crematogaster teranishii) は、ハチ目・アリ科・シリアゲアリ属に属する、極普通に見られるシリアゲアリの一種である。

## 形態
働きアリ:2-4 mm、女王:6 mm、雄：2.5 mm。
他のシリアゲアリ属と比べるとやや小型で、雄蟻の体長は働きアリと変わらない。
働きアリはハリブトシリアゲアリによく似るが、胸部にある前伸腹節刺で区別がつく。鋭くとがっていればテラニシシリアゲアリ。短く、とがり方が鈍いのがハリブトシリアゲアリ。また、働きアリの色は黒褐色で、女王はほぼ単一の黒褐色をしている。

## 生態
樹上営巣性で、枝の内部などに巣をつくる。
ツノゼミの幼虫やアブラムシ類と共生関係にあり、これらが出す液体を受け取る代わりに天敵から守る。また、この生態はクサアリ類でも知られている。
単雌性で、通常一つの巣に一匹の女王しかいない。
性格は攻撃的で、シリアゲアリ属特有の先がとがった腹部を前方に突き出し、威嚇の態勢に入る。また、腹部には透明の細い針が収まっており、この針から毒液を噴射して攻撃する。

## 分布
本州、四国、対馬、九州、沖縄本島、石垣島、朝鮮半島　